# Deutsche Medizinische Wochenschrift
 (juillet 2015).
Le périodique Deutsche Medizinische Wochenschrift (« German Medical Weekly », « L'Hebdomadaire médical allemand ») (DMW) est une revue médicale allemande fondée en 1875 par Paul Börner.
Dans les années 1980, la DMW était la dixième des revues les plus citées dans le monde. Mais depuis, à cause du déclin de l'allemand et de la prolifération des publications médicales en anglais, elle a beaucoup perdu de sa prééminence, et en 2008, d'après le Journal Citation Reports, son facteur d'impact n'était plus que de 0,625, au 86e rang sur 107 dans la catégorie « Médecine générale – médecine interne ».
De nos jours, la revue est éditée par Georg Thieme Verlag ; c'est l'organe officiel de la Deutsche Gesellschaft für innere Medizin et de la Gesellschaft deutscher Naturforscher und Ärzte. Le rédacteur en chef en est Martin Middeke.